# Mirzoxid Farmonov
Mirzoxid Shuxratovich Farmonov (ur. 29 lutego 1988) – uzbecki judoka. Olimpijczyk z Londynu 2012, gdzie zajął dziewiąte miejsce w wadze półlekkiej.
Piąty na mistrzostwach świata w 2010; uczestnik zawodów w 2011 i 2013. Startował w Pucharze Świata w 2009, 2011 i 2012. Srebrny medalista igrzysk azjatyckich w 2010 i brązowy w 2014. Trzeci na mistrzostwach Azji w 2011 i pierwszy w drużynie w 2016 roku.

## Letnie Igrzyska Olimpijskie 2012
| Konkurencja | Eliminacje                     | Eliminacje         | Klas. końcowa |
| Konkurencja | Przeciwnik I                   | Przeciwnik II      | Miejsce       |
| ----------- | ------------------------------ | ------------------ | ------------- |
| 66 kg       | Ahmed Yousef Elkawiseh (LBA) Z | Cho Jun-ho (KOR) P | 9.            |